# U-1227
 U-1227  — немецкая подводная лодка типа IXC/40, времён Второй мировой войны. 
Заказ на постройку субмарины был отдан 14 октября 1941 года. Лодка была заложена 1 февраля 1942 года на верфи судостроительной компании Дойче Верфт АГ, Гамбург, под строительным номером 390, спущена на воду 18 сентября 1943 года, 8 декабря 1943 года под командованием оберлейтенанта Фридриха Альтмайера вошла в состав учебной 31-й флотилии. 1 августа 1944 года вошла в состав 2-й флотилии. 1 января 1945 года вошла в состав 33-й флотилии. Лодка совершила один боевой поход, повредила один военный корабль водоизмещением 1 370 т, который впоследствии не восстанавливался. Повреждена британскими бомбами 9 апреля 1945 года в Киле во время ночной ковровой бомбардировки и 10 апреля выведена из эксплуатации. Затоплена 3 мая 1945 года. Позже была поднята и разделана на металл. 